# Denis Petkovic
Denis Petković (* 8. März 1969 in Herford) ist ein deutsch-serbischer Schauspieler.

## Leben
Denis Petković wuchs in Serbien und Berlin auf. Seine Schauspielausbildung absolvierte er von 1991 bis 1995 an der Hochschule für Schauspielkunst „Ernst Busch“ in Berlin. Engagiert war er anschließend am Schauspiel Essen, Burgtheater Wien, Volkstheater Wien und bei den Salzburger Festspielen. 2004 und 2005 wurde er mit den Inszenierungen Emilia Galotti in der Rolle des Grafen Appiani und Don Carlos als Marquis Posa in der Regie von Andrea Breth und 2017 mit 89/90 nach Peter Richter in der Regie von Claudia Bauer zum Berliner Theatertreffen eingeladen.
Petković arbeitete unter anderem mit Sven-Eric Bechtolf, Andrea Breth, Martin Kušej, Stephan Kimmig, Volker Lösch, Karin Beier, Franz Wittenbrink, Enrico Lübbe, Alexander Nerlich, Bettina Bruinier, Stephan Müller, Stefan Bachmann, Phillip Preuss, Claudia Bauer, Markus Bothe, Anna-Sophie Mahler zusammen. Einige wichtige Rollen sind die Titelrolle in Molières Don Juan, Karl Moor in Schillers Die Räuber, die Rolle des Faust in Enrico Lübbes Inszenierung des Urfaust, die Titelrolle im Peer Gynt, Regie Philipp Preuss, Jason in Markus Bothes Medea.
Zudem hat er an zahlreichen Film- und Fernsehproduktionen mitgewirkt, darunter Alarm für Cobra 11, Die Chefin, Die Bergretter, Ein Fall für zwei sowie im Hauptcast von R.I.S.
Seit August 2013 ist Denis Petković Ensemblemitglied am Schauspiel Leipzig, wo er auch immer wieder als Gastdozent an der HMT „Felix Mendelssohn Bartholdy“ arbeitet.

## Filmografie
- 2003: Emilia Galotti
- 2005: Ainoa
- 2005: Mord auf Rezept
- 2005: Don Carlos – Infant von Spanien
- 2006: Klimt
- 2007: Höllenangst
- 2007: R. I. S. – Die Sprache der Toten (Fernsehserie)
- 2009: Ein Fall für zwei
- 2009, 2015: Alarm für Cobra 11 – Die Autobahnpolizei (Fernsehserie): Himmelsfahrtskommando; Windspiel
- 2010: Spanien
- 2011: Die Bergretter
- 2011: Küstenwache
- 2012: Inga Lindström: Sommer der Erinnerung
- 2012: Nicht ohne meinen Enkel
- 2012: Medcrimes – Nebenwirkung Mord
- 2015: Die Chefin
- 2015: Narration
- 2017: SOKO Kitzbühel – Der innere Dämon
- 2018: Krieg der Träume – Zwischen den Weltkriegen 1918–1939
- 2020: Soko Leipzig
- 2020: Die Bilderkriegerin – Anja Niedringhaus
- 2022: SOKO Leipzig – Der Zeuge
- 2023: Wolfswinkel (Fernsehfilm)
- 2024: Die Rosenheim-Cops „Waschen, schneiden, sterben“